# Georgië op de Olympische Winterspelen 2006
Georgië nam deel aan de Olympische Winterspelen 2006 in Turijn, Italië. Drie sporters namen in vier disciplines deel aan de Spelen. Er werden geen medailles gewonnen.

## Deelnemers
| Sport              | Naam                 | Discipline          | Klassering | Resultaten                                                  |
| ------------------ | -------------------- | ------------------- | ---------- | ----------------------------------------------------------- |
| Alpineskiën mannen | Iason Abramasjvili   | Reuzenslalom Slalom | 29e 32e    | 1e run 1.27,59, 2e run 1.27,27 1e run 1.01,84, 2e run 56,83 |
| Kunstschaatsen     | Vachtang Moervanidze | Mannen              | 28e        | korte kür 49.68 pnt.                                        |
| Kunstschaatsen     | Elene Gedevanisjvili | Vrouwen             | 10e        | korte kür 57.90, lange kür 93.56 pnt.                       |

Albanië · Algerije · Amerikaanse Maagdeneilanden · Andorra · Argentinië · Armenië · Australië · Azerbeidzjan · België · Bermuda · Bosnië en Herzegovina · Brazilië · Bulgarije · Canada · Chili · China · Chinees Taipei · Costa Rica · Cyprus · Denemarken · Duitsland · Estland · Ethiopië · Finland · Frankrijk · Georgië · Griekenland · Groot-Brittannië · Hongarije · Hongkong · Ierland · IJsland · India · Iran · Israël · Italië · Japan · Kazachstan · Kenia · Kirgizië · Kroatië · Letland · Libanon · Liechtenstein · Litouwen · Luxemburg · Macedonië · Madagaskar · Moldavië · Monaco · Mongolië · Nederland · Nepal · Nieuw-Zeeland · Noord-Korea · Noorwegen · Oekraïne · Oezbekistan · Oostenrijk · Polen · Portugal · Roemenië · Rusland · San Marino · Senegal · Servië en Montenegro · Slovenië · Slowakije · Spanje · Tadzjikistan · Thailand · Tsjechië · Turkije · Venezuela · Verenigde Staten · Wit-Rusland · Zuid-Afrika · Zuid-Korea · Zweden · Zwitserland